# トレードピアお台場
トレードピアお台場（トレードピアおだいば、Tradepia Odaiba）は、東京都港区台場二丁目にある超高層ビル。2001年2月竣工。

## 概要
トレードピア（Tradepia）とは、トレード（Trade=商業、貿易、交換、交易）とユートピア（Utopia=理想郷）を語源とする合成語である。地上23階・地下2階、高さ114メートル。当初は日商岩井の本社ビルとして開業したが、2003年より日商岩井が企業合併により双日となり撤退、以後はテナントビルとして運営されている。

## 沿革
- 1998年（平成10年） - 着工
- 2001年（平成13年）2月 - 「日商岩井東京本社ビル」として竣工[4][5]
- 2003年（平成15年）4月 - ニチメンと日商岩井によりニチメン・日商岩井ホールディングス設立
- 2004年（平成16年）7月 - 双日ホールディングスに商号変更、本社を港区赤坂に移転
- 2005年（平成17年）3月 - 三菱地所の関連会社が物件を取得[6]
- 2016年（平成28年）10月 - いちごが物件を取得[7]

## 入居企業等
21F
戸田ビルパートナーズ株式会社
20F
株式会社売れるネット広告社
16F
株式会社メディロム
11F
味の素トレーディング株式会社
10F
イオンエンターテイメント株式会社
4F
双日ライフワン株式会社（旧：双日総合管理株式会社）
1F
ファミリーマート トレードピアお台場店

## アクセス
- ゆりかもめお台場海浜公園駅から徒歩3分
- りんかい線東京テレポート駅から徒歩3分
- お台場レインボーバス「台場2丁目（トレードピアお台場前）」バス停正面

## 周辺施設
- FCGビル（フジテレビ本社ビル）
- デックス東京ビーチ
- 東京臨海副都心